# 山坭蛇
山坭蛇（學名：Trachischium monticola），又稱山食蚯蚓蛇，是蛇亞目游蛇科坭蛇屬下的一個蛇種，其种加词“monticola”意为“生长在山地的”。主要分布於印度、孟加拉國、尼泊爾及西藏。

## 保护
本种于2023年被收录入《有重要生态、科学、社会价值的陆生野生动物名录》。

## 備註
- Cantor, T. E.：《Spicilegium serpentium indicorum [parts 1 and 2]》頁31至34、頁49-55，倫敦：Proc. Zool. Soc. 7，1839年。